# Trocadéro (Paris metro)
Trocadéro är en metrostation i Paris metro för linje 6 och linje 9. Ovanför stationen finns torget Trocadéro samt en utsiktplattform med vy över Eiffeltornet. Stationen öppnades ursprungligen som en del av linje 1 år 1900, nu tillhör denna del linje 6. 

## Galleri

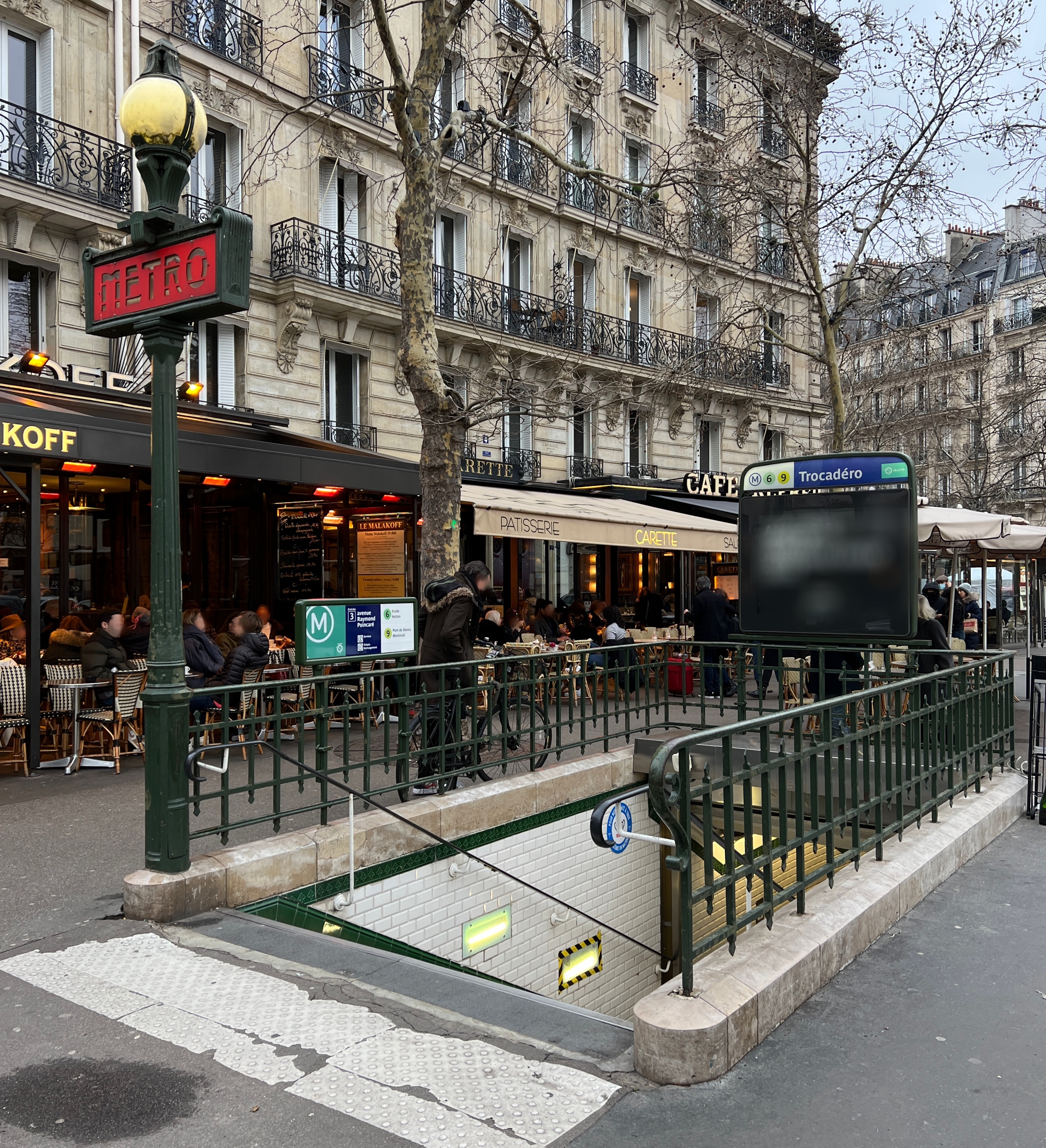
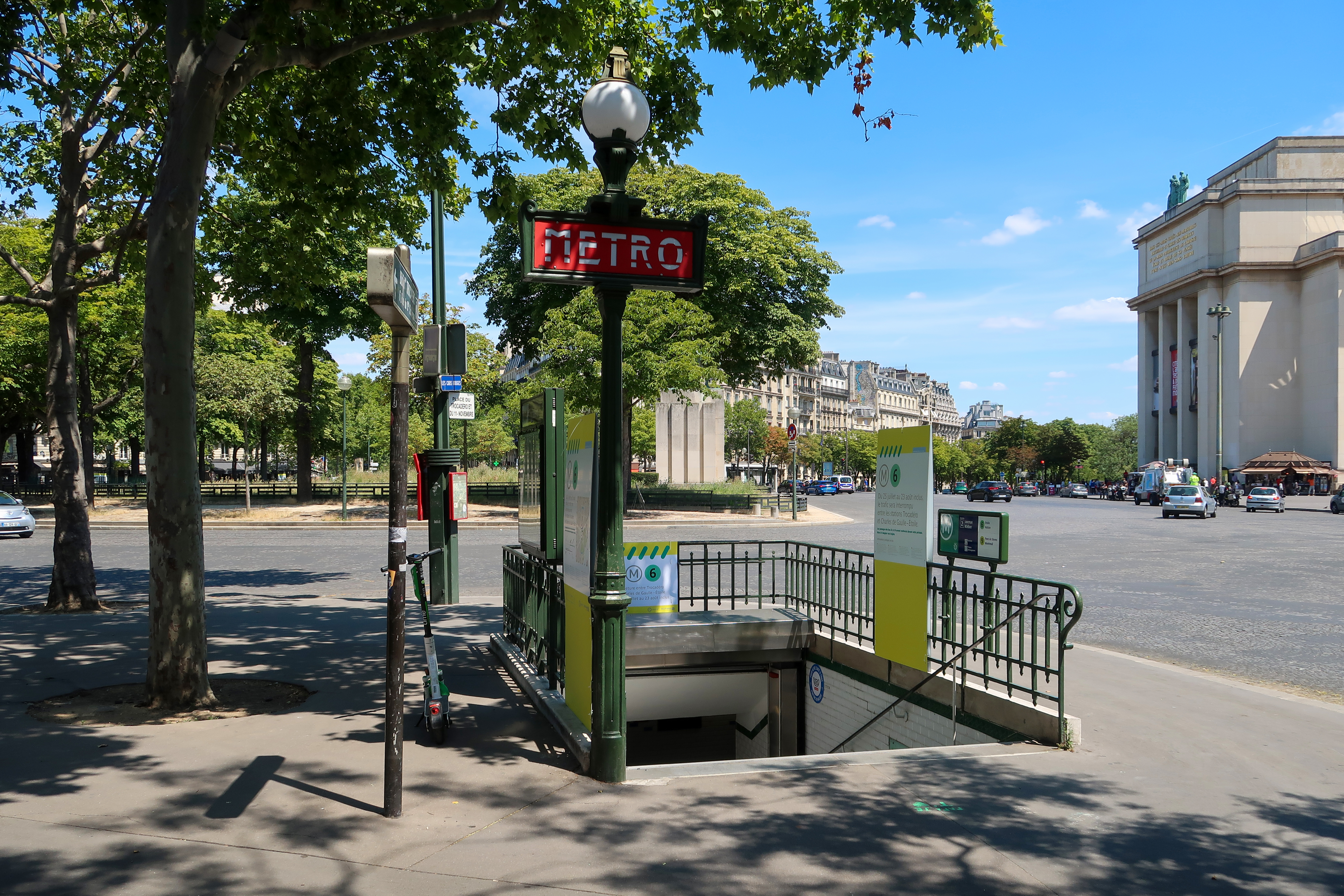
Entré Cimetière de Passy
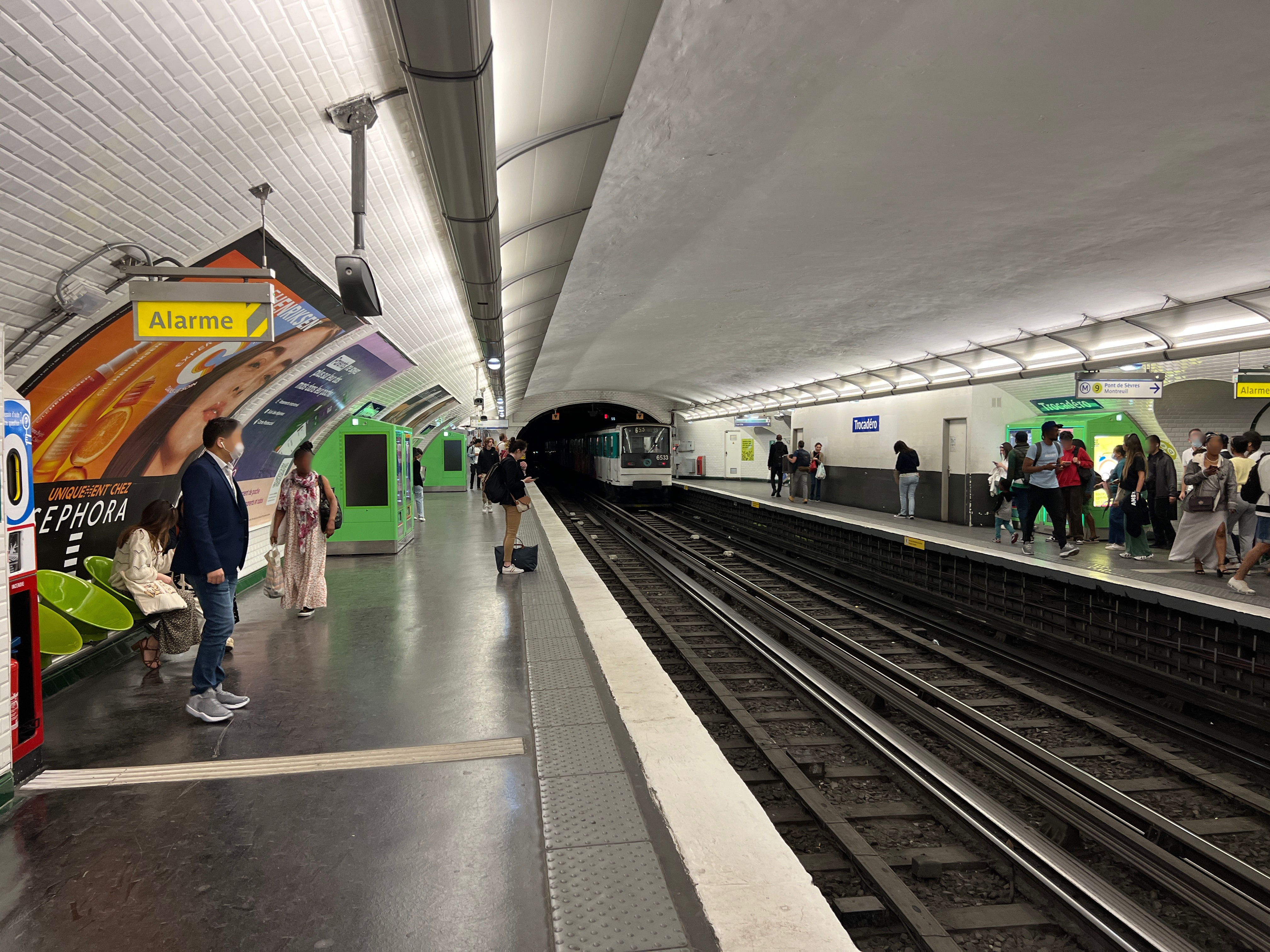
Perrong för linje 6
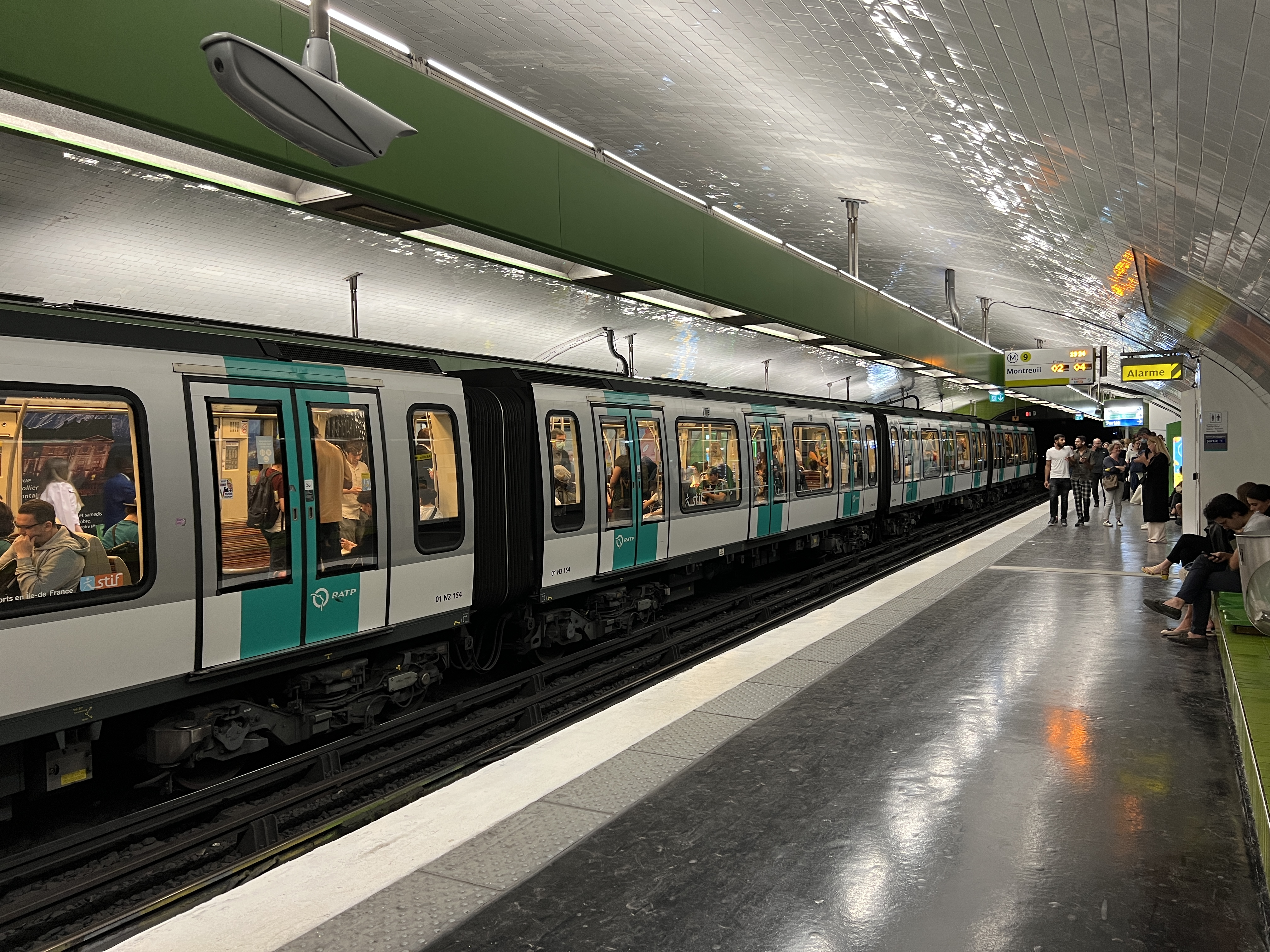
Perrong för linje 9